# ناحیه مولوی‌بازار
ناحیه مولوی‌بازار (به لاتین: Moulvibazar District) یک ناحیه در بنگلادش است که در استان سیلهت واقع شده است.

## خصوصیات
ناحیه مولوی‌بازار ۲٬۷۹۹٫۳۸ کیلومترمربع مساحت و ۱٬۹۱۹٬۰۶۲ نفر جمعیت دارد.